# Кубок Ліхтенштейну з футболу 1966—1967
Кубок Ліхтенштейну з футболу 1966—1967 — 22-й розіграш кубкового футбольного турніру в Ліхтенштейні. Титул здобув Вадуц.

## Перший раунд
Вільні від матчів Бальцерс, Шан, Трізен та Вадуц.
| Команда 1   | Рахунок | Команда 2   |
| ----------- | ------- | ----------- |
| Ешен-Маурен | 2–1     | Бальцерс II |
| Вадуц-2     | 5–4     | Руггелль    |

## Другий раунд
Вільні від матчів Трізен та Вадуц.
| Команда 1 | Рахунок | Команда 2   |
| --------- | ------- | ----------- |
| Шан       | 3–2     | Вадуц-2     |
| Бальцерс  | 3–2     | Ешен-Маурен |

## 1/2 фіналу
| Команда 1 | Рахунок | Команда 2 |
| --------- | ------- | --------- |
| Шан       | 2–6     | Трізен    |
| Вадуц     | 5–1     | Бальцерс  |

## Матч за 3-є місце
| Команда 1 | Рахунок | Команда 2 |
| --------- | ------- | --------- |
| Шан       | 4–3     | Бальцерс  |

## Фінал
| Команда 1 | Рахунок  | Команда 2 |
| --------- | -------- | --------- |
| Вадуц     | 2–1 (дч) | Трізен    |